# Nová Sídla
Nová Sídla è un comune della Repubblica Ceca facente parte del distretto di Svitavy, nella regione di Pardubice.